# Liste de personnalités liées à Rueil-Malmaison
Liste de personnalités étant nées ou ayant vécu à Rueil-Malmaison (Hauts-de-Seine).

## Naissance ou résidence
- François Leclerc du Tremblay, dit le père Joseph (1577-1638), avait son domaine à Rueil et y est mort
- Richelieu (1585-1642), possédait le château du Val de Rueil et y séjourna plusieurs fois
- Nicolas Choart de Buzenval (1611-1679), évêque du XVIIe siècle.
- Joséphine de Beauharnais (1763-1814), a habité au Château de Malmaison de 1799 à sa mort.
- Henri César Auguste Schwiter (1768-1839), général français de la Révolution et de l’Empire, né à Rueil-Malmaison.
- Louis-Émile Vanderburch (1794-1862), écrivain et dramaturge français a vécu à Rueil de 1853 à sa mort.
- Jules Dufaure (1798-1881), avocat et homme politique français. Il avait une maison à Rueil - 18 rue de Suresnes - où il est mort en 1881.
- Eugène Labiche (1815-1888), dramaturge, vécut à Rueil dans les années 1880.
- André Adolphe Eugène Disdéri (1819-1889), photographe, inventeur de la carte de visite photographique, il acheta en 1862 une maison construite en 1847 qui existe toujours 200, avenue Paul-Doumer (à côté du Conservatoire de Musique)
- Félix Tournachon, dit Nadar (1820-1910)
- Edward Tuck (1842-1938) et sa femme Julia Stell, mécènes américains, ont habité le domaine de Vermont à Rueil
- Roger Jourdain (1845-1918), peintre, maire de Rueil-Malmaison de 1900 à 1906
- Gustave Maincent (1848-1897), peintre, a habité et est mort à Rueil.
- Henriette Rose Haby-Sommer (1855-1925), bienfaitrice de la ville, accueillit et soigna des blessés de la 1re Guerre Mondiale dans sa maison de Rueil, dite du "Père Joseph". Une rue porte son nom à Rueil pour honorer sa mémoire.
- Georges Feydeau (1862-1921), auteur, a passé les deux dernières années de sa vie dans une maison de santé à Rueil pour troubles psychiques dus à la syphilis
- Léon Bakst (1866-1924), peintre et décorateur, est mort à Rueil[1].
- Albert Mockel (1866-1945), poète belge, a habité à Rueil
- Paul Léon (1874-1962), membre de l’Institut de France, directeur général des Beaux-Arts, historiographe du service des monuments historiques et professeur au Collège de France est né à Rueil.
- Louis Dumont-Wilden (1875-1963), journaliste et essayiste belge, a habité et est mort à Rueil
- Saint-Georges de Bouhélier (1876-1947), écrivain né à Rueil
- Jean Fernand-Trochain (1879-1969), peintre né à Rueil
- Léon Vannier (1880-1963), médecin et homéopathe, fondateur du Centre Homéopathique de France, a habité au hameau de la Jonchère, est enterré dans le cimetière ancien
- Robert Lotiron (1886-1966), artiste peintre, séjourna à plusieurs reprises dans sa famille à Rueil-Malmaison. Il y vécut notamment de 1940 à 1945 et y est mort en 1966.
- Willy Maury (1887-1955), comédien belge, a habité à Rueil
- Marcel Jouhandeau  (1888-1979), écrivain, a habité (depuis 1960) et est mort à Rueil, avenue Ducis
- Loulou Gasté (1908-1995), compositeur, a habité et est mort à Rueil
- Jacques Faizant (1918-2006), dessinateur de presse, a habité à Rueil
- Lucien Jerphagnon (1921-2011), philosophe et historien
- Laurent Dauthuille (1924-1971) ancien boxeur professionnel, il a notamment combattu contre Jack Lamotta pour le titre de champion du monde. Il a habité Buzenval, d'où son surnom de "tarzan de Buzenval"
- Nino Ferrer (1934-1998), chanteur-compositeur a habité Rueil dans le quartier de La Jonchère, "La Martinière" en 1977.
- Jules Dufaure (1944-) a habité dans le parc dans les années 1980.
- Lionel Duroy (1949-), écrivain (Le Chagrin 2010), a habité La Côte Noire dans les années 1960.
- Christian Lemarcis, dit Chrys Lem, dit Aniel (1956-) acteur, metteur en scène, écrivain et peintre, a fréquenté l'école et le collège des Bons-Raisins dans les années 1960 et 70.
- Marc Houalla (1961-), ancien directeur de l'École nationale de l'aviation civile est né à Rueil
- Difool (1969-) animateur de Radio Libre, notamment Le Morning de Difool sur Skyrock habite à Rueil.
- Jean Dujardin (1972-) humoriste, acteur, réalisateur et producteur français.
- Sylvain Distin (1977-), footballeur professionnel passé notamment par le PSG, Manchester City et Everton
- Victor Sintès (1980-), escrimeur formé au Cercle d'Escrime de Rueil
- Karine Ferri (1982-), mannequin et présentatrice TV, a habité à Rueil
- Eva Berberian (1986-), mannequin, animatrice TV, styliste, actrice et auteur-compositeur-interprète française. À grandi à Rueil-Malmaison.
- Julien Mertine (1988-), escrimeur formé au Cercle d'Escrime de Rueil
- N'Golo Kanté (1991-), footballeur international français, a passé son enfance dans le quartier des Géraniums.
- Kilian Mechitoua (2000-), athlète de crossfit, Vice champion d'Europe junior en 2017

## Résidence
- Antoine de Portugal (1531-1595)
- Zaga Christ (vers 1610-1638), fils de l'empereur d'Éthiopie Arzo mort à Rueil et enterré dans l'église.
- Alfred Cramail (1834-1907), historien local et archéologue, ayant étudié et écrit sur le château de Malmaison.
- André Durst (1895-1983), dessinateur, scénariste de bandes dessinées et musicien français, mort à Rueil-Malmaison.
- Line Renaud (1928-), chanteuse et actrice.
- Colette Piat (1927-), écrivaine.
- Georges Beller (1946-), acteur de théâtre.
- Bernadette Bensaude-Vincent (1949-) philosophe et historienne des sciences.
- Laurent Boyer (1958-), animateur télé et radio et Alice Dona (1946-), chanteuse
- Valérie Damidot (1965-), présentatrice d'émissions télévisée (M6, TF1)
- Ingrid Chauvin (1973-), actrice.
- Jean-Pierre Castaldi (1944-), acteur.
- Jean-Marie Le Pen (1928-2025), homme politique
- Michaël Llodra (1980-), joueur de tennis français
- Alphonse-Georges Reyen (1844-1910), maître verrier français
- Marie Magloire Ernest Bauchet (1876 - 1941), ingénieur chimiste cofondateur des Établissements Bauchet, production de matériel photographique
- Fabrice Santoro (1972-), joueur de tennis français.
- France Gall (1947-2018) et Michel Berger (1947-1992) chanteurs ont résidé à la Villa "Beauséjour" dans les années 1978-1980.
- Jeanne Mas (1958-), chanteuse
- Julien Candelon (1980-), rugbyman international de rugby à XV et à VII.
- Laurent Baffie (1958-), humoriste et animateur.
- Norbert Tarayre (1980-), cuisinier, animateur de télévision et humoriste.
- Pascal Légitimus (1959-), humoriste et comédien.
- Violaine Vanoyeke (1956-), écrivain, linguiste, helléniste, latiniste, égyptologue, et pianiste dont le caveau familial se trouve au cimetière des Bulvis de Rueil-Malmaison (carré VIP) et où son époux décédé est inhumé.
- Gotaga (1993-), joueur e-sport, streameur, youtubeur et influenceur habite dans la Scuff House à Rueil depuis 2018.

## Naissance
- Jean Dujardin (1972-), acteur français.
- Delphine Chanéac (1978-), mannequin et actrice.
- Vincent Chriqui (1971-), homme politique français.
- Julien Arruti (1978-), acteur français.

## Inhumation
- Jacques Faizant (1918-2006), dessinateur de presse
- Julien Duvivier (1896-1967), réalisateur
- Auguste Louis (Jules, Auguste - 1827-1903), défenseur de Sedan, officier général (10E division no 5 extérieur)

## Pour approfondir